# Ключ 56
| 弋                     | 弋              | 弋              |
| ---------------------- | --------------- | --------------- |
| 55                     | 56              | 57              |
| Піньінь:               | yì              | yì              |
| Чжуїнь:                | ㄧˋ             | ㄧˋ             |
| Вейд-Джайлз:           | i4              | i4              |
| Ютпхін:                | jik6            | jik6            |
| Он:                    |                 |                 |
| Кун:                   |                 |                 |
| Кандзі:                | 式構 shikigamae | 式構 shikigamae |
| Хун:                   | 주살 jusal      | 주살 jusal      |
| Им:                    | 익 ik           | 익 ik           |
| Індекс у Вікісловнику: | 弋              | 弋              |

Ключ 56 — ієрогліфічний ключ, що означає стріляти або стріла і є одним із 31 (загалом існує 214) ключа Кансі, що складаються з трьох рисок.
У Словнику Кансі 15 символів із 40 030 використовують цей ключ.

## Символи, що використовують ключ 56

Як писати ієрогліф.

| без додаткових | 弋       |
| 1 додаткова    | 弌       |
| 2 додаткові    | 弍       |
| 3 додаткові    | 弎 式 弐 |
| 9 додаткових   | 弑       |
| 10 додаткових  | 弒       |